# Khwaja Hijran (huyện)
Khwaja Hijran là một huyện thuộc tỉnh Baghlan, Afghanistan. Dân số thời điểm năm 1999 là -14,2 người.